# Четвртина ноте
Нота (лат. знак) је знак којим бележимо трајање тона или звука.
Облици нота су разноврсни:       итд. Њима одређујемо и бележимо различита трајања тонова. 
Четвртина ноте (фр. noire, engl. crotchet, амер. quarter note} се пише затамњеном јајоликом нотном главом којој се додаје усправна црта (нотни врат).
Дељењем четвртинске нотне вредности стварамо мање нотне вредности, што илуструје следећи пример:

## Чиме се продужава нотна вредност
Свака нотна вредност, па и четвртинска, може да се продужи:
1. тачком иза нотне главе
2. луком који спаја две исте висине
3. короном изнад или испод ноте